# Anders Lindblad (professor)
Anders Fredrik Lindblad, född 3 juni 1888 i Bjuv, död 18 februari 1956, var en svensk skeppsbyggare och professor.
Lindblad tog ingenjörsexamen vid Chalmers tekniska institut 1913 och var därefter anställd vid Eriksbergs Mekaniska Verkstads AB och Helsingborgs varv innan han 1915 flyttade till USA, där han 1923 doktorerade vid University of Michigan. År 1933 återvände han till Chalmers där han blev professor i skeppsbyggnad. Han invaldes 1950 som ledamot av Ingenjörsvetenskapsakademien. Lindblad är gravsatt på Pålsjö kyrkogård.